# Sabbiera (area gioco)

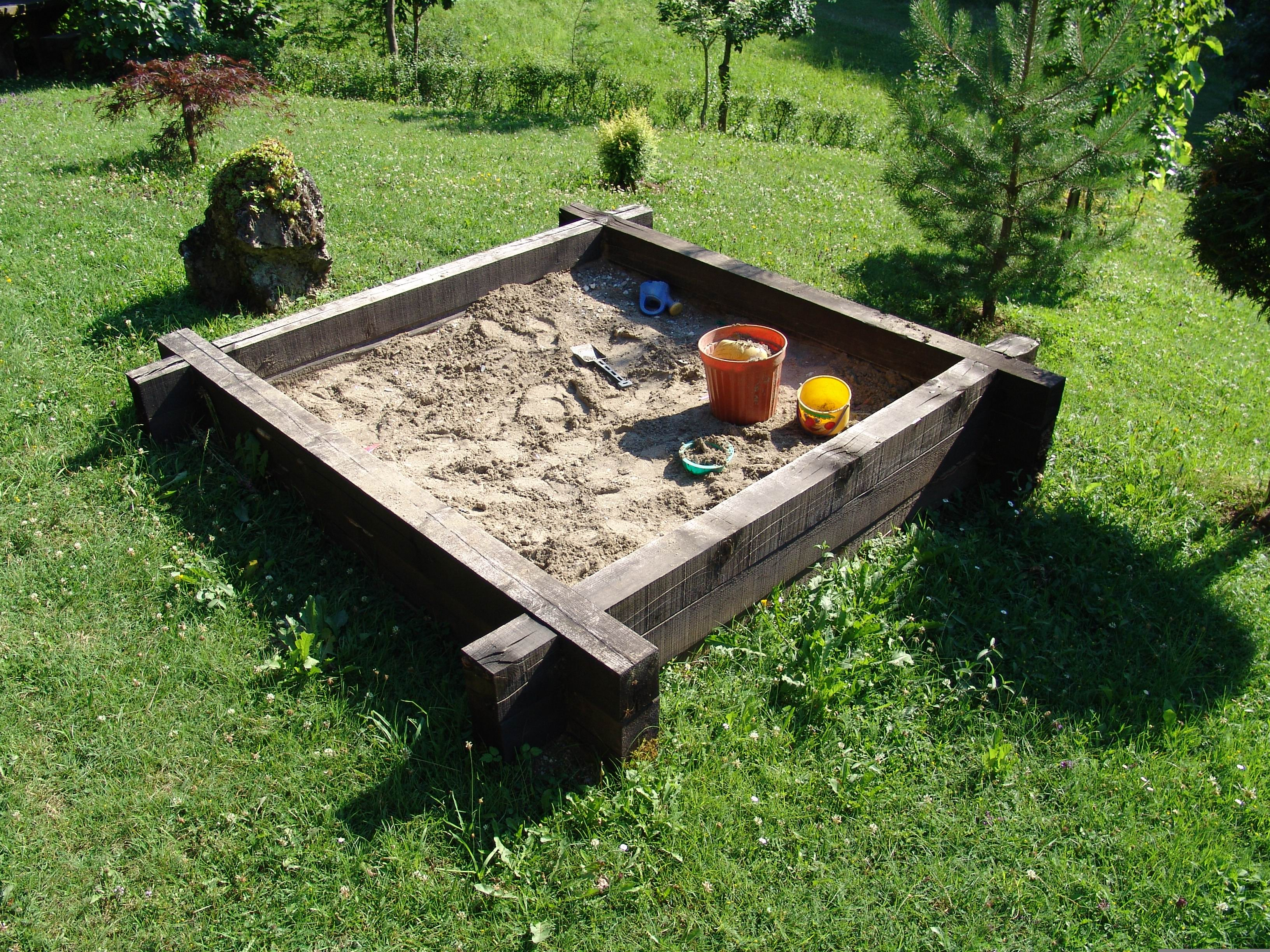
Sabbiera con attrezzi usati dai bambini per giocare con la sabbia

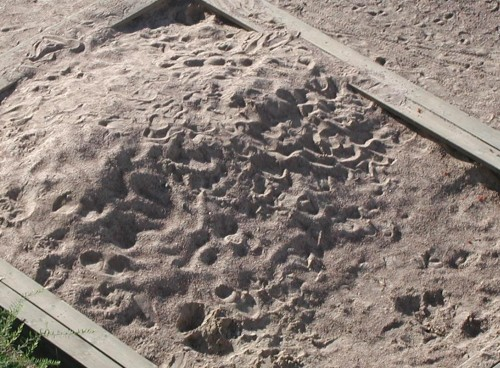
Una sabbiera per i bambini

La sabbiera è un ambiente, spesso un contenitore, solitamente di forma quadrangolare, nel quale si trova sabbia: viene adibita al gioco per i bambini e talvolta contiene attrezzi per giocare.

## Descrizione
È presente in molti parchi giochi, e consente ai fanciulli di divertirsi sia costruendo castelli di sabbia sia scavando buche più o meno profonde con paletta e secchiello. Questo spazio ludico esercita una forte attrazione per i bambini in tenera età, anche per la sua somiglianza con la spiaggia marina.
Una sabbiera richiede una certa manutenzione sia per mantenere la sabbia ad un certo grado di umidità (in modo da impedire che il vento la diffonda nell'aria, con rischio di irritare occhi e mucose), sia per mantenere la sabbia stessa pulita, in particolare tenendo lontani cani, gatti o altri animali che potrebbero inquinarla con le proprie deiezioni (a tale scopo sarebbe prudente coprire la sabbia con un telo quando non vi giocano i bambini). Per questo essa si trova spesso nei cortili delle scuole, dove vi è più controllo che non nei parchi pubblici.

## Pedagogia
La manipolazione della sabbia rientra tra le attività dell'apprendimento. Le varie attività fatte con la sabbia permettono per esempio di apprendere diverse nozioni, come il fatto che la materia non è fatta necessariamente di blocchi ma può essere composta da elementi anche molto piccoli (come i granelli di sabbia). Il bambino impara così via via nozioni diverse: vuoto/pieno, asciutto/umido, duro/morbido, fragile/solido. Questa costruzione mentale è resa possibile tramite la ripetizione di questi atti nella sabbiera, come pure nella neve, con i giochi di costruzione, i collage o la preparazione di ricette di cucina (lavoro sui differenti stati della materia). Secondo lo psicologo Jean Piaget, il gioco è la premessa indispensabile alla costruzione di sé e del mondo.